# Jeret-Iunmutef
Jeret-Iunmutef ist die altägyptische Bezeichnung einer Siedlung in der Region des heutigen Sohag, die im neunten oberägyptischen Min-Gau auf der westlichen Seite des Nils lag. Nicht weit entfernt befand sich auf der östlichen Seite des Nils Chemmis, der Kultort des Horus von Chemmis.
In der 5. Dynastie ist der Ortsname auf Blöcken der Mastaba des Raemka in Sakkara erstmals belegt. Der archäologische Fund wird heute im Metropolitan Museum of Art in New York aufbewahrt.

## Hintergrund

### Namensgebung
Aufgrund der Schreibung des Namens ist es wahrscheinlich, dass die Ortschaft in der Nähe des Tempels Iunmutefs lag. Möglich ist auch das Bestehen eines schon alteingesessenen Kultes in Jeret-Iunmutef. Eine Neugründung einer landwirtschaftlichen Siedlung für den königlichen oder privaten Totenkult kann nicht vorliegen, da ein Gründungsname fehlt. Im Falle einer königlichen Gründung wäre dem Ortsnamen neben dem Götternamen der Königsname ergänzend angehängt.
Außerdem handelt es sich bei Jeret-Iunmutef um einen volkstümlichen Ortsnamen, der eine enge Bindung des Gottes Iunmutef mit den Menschen der Region zeigt. Die daraus resultierende Popularität veranlasste die Bewohner zu einer „spontanen Benennung“ der dort befindlichen Siedlung und ihrer Ländereien. Dieser Befund deutet darauf hin, dass sich der Tempel des Iunmutef in der Nachbarschaft befand.

### Ortsgründung
Das Determinativ „njwt“ lässt Rückschlüsse auf das Alter des Ortes zu, da es sich bei „njwt-Orten“ mit volkstümlichem Namen um bereits seit langem bestehende Siedlungen und dazugehörige Felder handelt. Teilerträge aus der Landwirtschaft flossen in der Regel in die königliche oder private Totenopferversorgung.
Die Entstehungszeit des Ortes reicht daher mindestens bis zum Anfang der 4. oder 5. Dynastie zurück.